# Felix Dias Bandaranaike
Felix Reginald Dias Bandaranaike (singhalesisch ෆෙලික්ස් ඩයස් බණඩාරනායක; * 5. November 1930 in Colombo; † 26. Juni 1985 ebenda) war ein sri-lankischer Politiker der Sri Lanka Freedom Party (SLFP).

## Leben
Felix Dias Bandaranaike stammte aus der bekannten sri-lankischen Familie Bandaranaike. Sein Großvater Felix Reginald Dias Bandaranaike I sowie sein Vater Felix Reginald Dias Bandaranaike II waren beide Richter am Obersten Gerichtshof (Supreme Court of Sri Lanka), während sein älterer Halbbruder eginald Walter Michael „Mickey“ Dias Bandaranaike als Rechtsanwalt, Fellow sowie Professor am Magdalene College der University of Cambridge tätig war. Sein Großonkel Solomon Dias Bandaranaike war als Maha Mudaliyar zwischen 1895 und 1928 Oberhäuptling der einheimischen Häuptlinge und zugleich Aide-de-camp des britischen Gouverneurs von Ceylon, während dessen Sohn, sein Onkel S. W. R. D. Bandaranaike sowie dessen Schwiegertochter und S. W. R. D. Bandaranaikes Ehefrau Sirimavo Bandaranaike, beide Premierminister waren. Deren Tochter, seine Cousine Chandrika Kumaratunga war zwischen August und November 1994 ebenfalls kurzzeitig Premierministerin und danach von 1994 bis 2004 Staatspräsidentin, während sein Cousin und Bruder von Chandrika Kumaratunga, Anura Bandaranaike, unter anderem zwischen 2000 und 2001 Sprecher des Parlaments sowie 2005 für einige Monate Außenminister war.
Felix Dias Bandaranaike selbst absolvierte nach dem Besuch des 1835 gegründeten Royal College Colombo ein Studium der Rechtswissenschaften an der University of Ceylon sowie am Ceylon Law College und nahm nach Abschluss des Studiums eine Tätigkeit als Rechtsanwalt auf. Nach der Ermordung seines Onkels S. W. R. D. Bandaranaike am 26. September 1959 begann er sein politisches Engagement in der von diesem 1951 gegründeten Sri Lanka Freedom Party (SLFP). Bei der Wahl im März 1960 wurde er erstmals zum Mitglied des Parlaments gewählt und vertrat in diesem bis zur Wahl 1977 den Wahlkreis Dompe. In der ersten Regierung seiner Tante Sirimavo Bandaranaike fungierte er zwischen dem 21. Juli 1960 und dem 24. August 1962 erstmals als Finanzminister sowie nach einer Kabinettsumbildung von 1962 bis 1963 als Minister ohne Geschäftsbereich. Nach einer weiteren Kabinettsumbildung fungierte er zwischen 1963 und 1964 erst als Minister für Landwirtschaft, Ernährung und Kooperativen sowie zuletzt von 1964 bis März 1965 als Minister für Landwirtschaft, Ernährung und Fischerei.
Nachdem seine Tante Sirimavo Bandaranaike am 29. Mai 1970 ihre zweite Regierung bildete, wurde Felix Dias Bandaranaike zum Minister für öffentliche Verwaltung und Kommunalverwaltung sowie zum Innenminister ernannt und hatte dieses Amt bis zum 3. September 1975 inne. Zugleich fungierte er zwischen 1972 und Juli 1977 als Justizminister. Nach einer neuerlichen Kabinettsumbildung war er zwischen dem 3. September 1975 und dem 18. Mai 1977 zudem erneut Finanzminister.